# Annemieke Hendriks
Annemieke Hendriks (Den Haag, 30 maart 1956) is een Nederlandse auteur en journalist. 
Annemieke Hendriks publiceerde sinds 1996 zeven boeken en vele reportages, reisverhalen, interviews, politieke analyses, (culturele) achtergrondverhalen, polemieken en commentaren in onder meer Vrij Nederland, de Volkskrant, De Groene Amsterdammer, De Correspondent, Skrien, de Filmkrant, de Uitkrant Amsterdam, Trouw, De Standaard, De Morgen, Humo, MO* Mondiaal nieuws, Frankfurter Rundschau, Neues Deutschland, Der Tagesspiegel, die tageszeitung en het Duitslandweb van het DIA, Universiteit van Amsterdam.
Hendriks woont en werkt in Berlijn en Amsterdam en schrijft over een breed scala van onderwerpen. Haar belangrijkste thema’s zijn: Midden- en Oost-Europa, Duitsland, Berlijn, burgerrechten, etnische minderheden, ethiek, cultuur, film, taal, media, reizen. Ze was tot diens overlijden getrouwd met de Nederlandse journalist en filosoof Antoine Verbij († 2015).

## Prijzen en stipendia
- 1993 – prijs voor het beste scenario tijdens IDFA voor "Meerzicht" (1995, Humanistische Omroep; producent Hans Otten, regie Jet Homoet & Janine Prins)
- 2001 - Duits-Nederlands journalistenstipendium; twee maanden als gastredacteur journalistiek werkzaam in de Bondsrepubliek Duitsland (met als resultaat: publicaties in diverse Nederlandse en Duitse media)
- 2006 - bekroond met de Louis Hartlooperprijs voor de beste Nederlandstalige publicatie over de film van het jaar, voor het boek "De pioniers - Interviews met 14 wegbereiders van de Nederlandse Cinema".
- 2013 - Visiting Fellow  Institute for Human Sciences, Vienna  (Institut für die Wissenschaften vom Menschen IWM, Wien),